# Drosophila bizonata
Drosophila bizonata är en tvåvingeart som beskrevs av Kikkawa och Peng 1938. Drosophila bizonata ingår i släktet Drosophila och familjen daggflugor.
Artens utbredningsområde är Japan och Hawaii.